# فت لیور

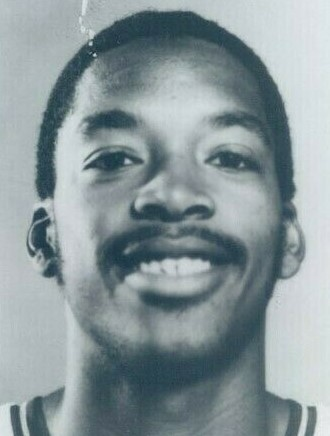
تصویر برش خورده از عکس سیاه و سفید بسکتبالیست حرفه ای "Fat Lever"

فت لیور (انگلیسی: Fat Lever؛ زادهٔ ۱۸ اوت ۱۹۶۰) یک بازیکن بسکتبال اهل ایالات متحده آمریکا است.
از باشگاه‌هایی که در آن بازی کرده‌است می‌توان به دالاس ماوریکس، دنور ناگتس، و پورتلند تریل بلیزرز اشاره کرد. وی هم‌اکنون مدیر استعدادیابی در تیم ساکرامنتو کینگز است